# Albert Hirth

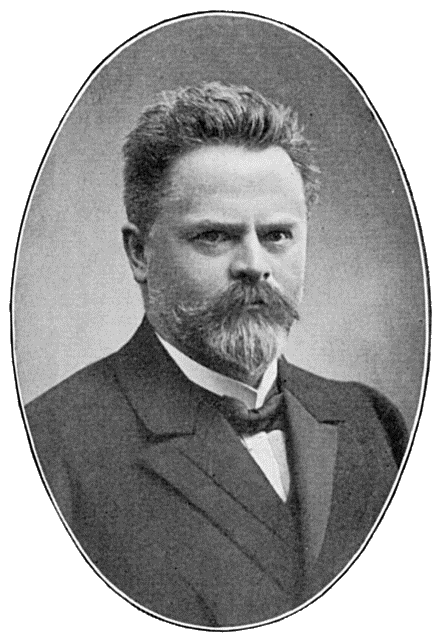
Albert Hirth, um 1910

Albert Hirth (* 7. Oktober 1858 in Meimsheim; † 12. Oktober 1935 in Nonnenhorn) war ein deutscher Ingenieur, Erfinder und Unternehmer. Er war Gründer verschiedener Unternehmen in Cannstatt und Vorsitzender des Verbandes Württembergischer Industrieller.

## Leben

### Jugend und Berufseinstieg

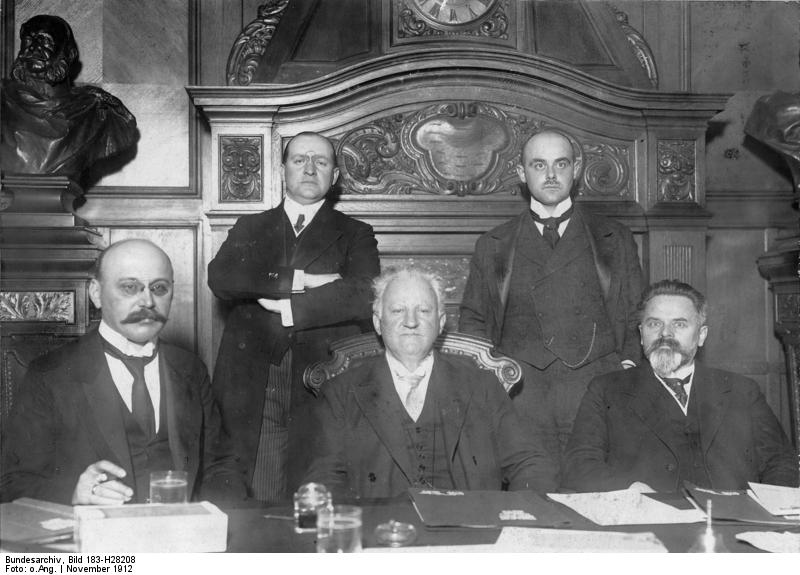
Albert Hirth (Erster von rechts) im Präsidium des Hansa-Bundes bei einer Tagung im November 1912 in Berlin; außerdem von links: Franz Heinrich Witthoefft, Hartmann von Richthofen Jakob Riesser, Kurt von Kleefeld

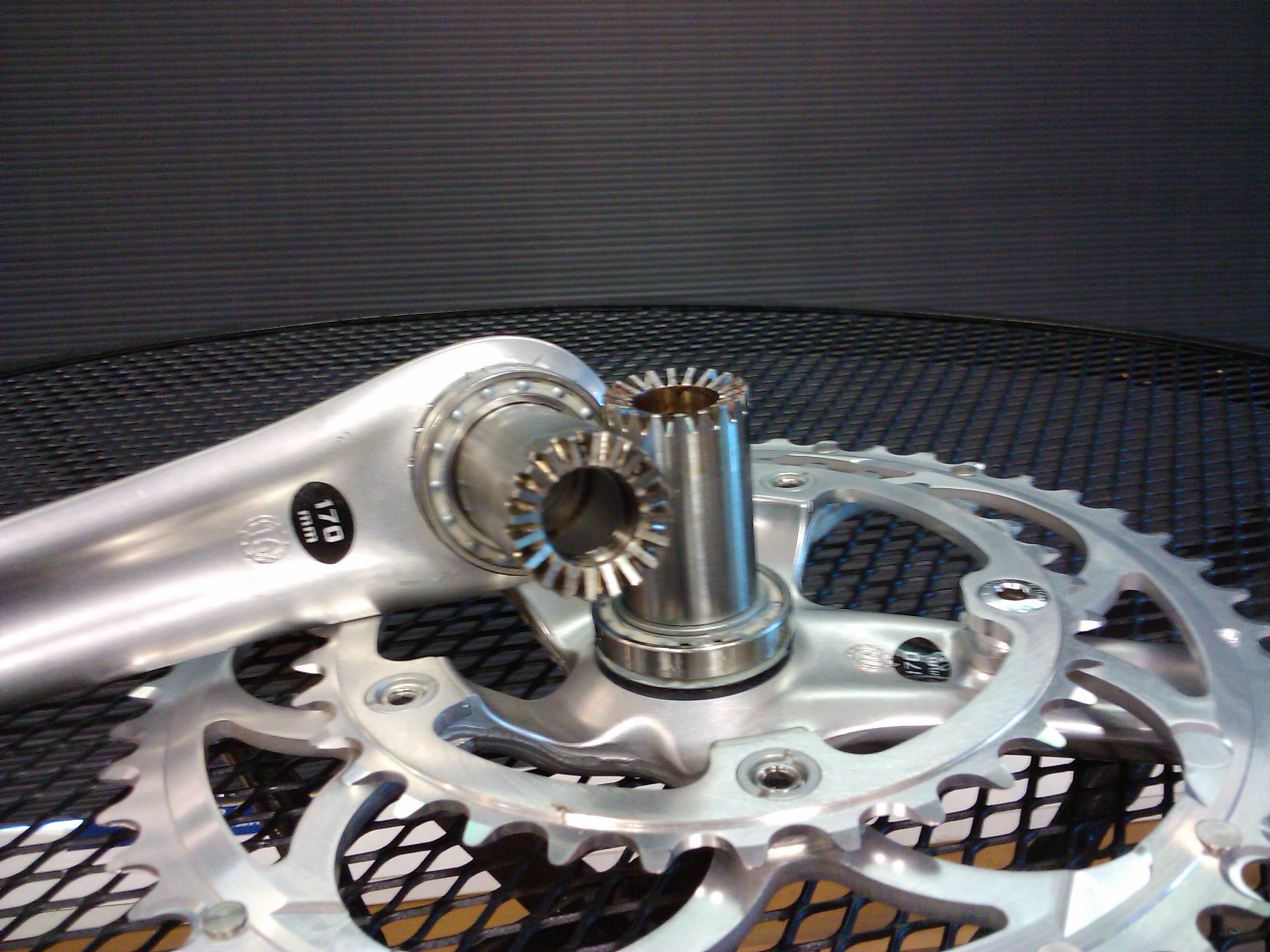
Patentierte konische Hirth-Verzahnung an einer Tretkurbel

Albert Hirth wurde am 7. Oktober 1858 als Sohn des Müllers Ludwig Hirth in der Schellenmühle bei Meimsheim geboren. Sein Vater Ludwig Hirth war als Tüftler und „Mühlendoktor“ bekannt. In seiner Jugend ersann Albert Hirth verschiedene technische Apparaturen zur Arbeitserleichterung im eigenen Haushalt wie einen Apparat zum Abwickeln von Wollsträngen und eine Vorrichtung zum Schneiden von Nudelteig. Hirth absolvierte eine Mechaniker- und Maschinenbauerlehre beim Geldschrankfabrikanten Carl Ade in Stuttgart. Nach dem Lehrabschluss, der anschließenden Wanderschaft und einer Tätigkeit in einer Maschinenfabrik in Zürich, kehrte er 1878 nach Stuttgart zurück und immatrikulierte sich als Student an der Baugewerkschule Stuttgart.

### Berufliche Laufbahn und Unternehmensgründungen
1888 trat Hirth als Konstrukteur und Betriebsleiter in die Terrot'sche Rundstrickmaschinenfabrik in Cannstatt ein. 1889 fanden die von ihm vorgenommenen Verbesserungen an den Maschinen seines Unternehmens auf der Pariser Weltausstellung große Beachtung. In dieser Zeit meldete Hirth Patente für eine Papieraufspannmethode für Reißbretter, Schraffierlineale und verstellbare Zeichenwinkel im Patentamt an. Der Uhrenfabrikant A. Junghans holte Hirth 1894 in sein Schramberger Werk. Hier gelang es ihm, die Uhrenproduktion zu rationalisieren, auch indem er neue Zahnrad-Fräsmaschinen und Spritzguss-Halbautomaten konstruierte und in der Fabrikation einsetzte. Mit Unterstützung von Junghans gründete Hirth 1898 in Stuttgart sein eigenes Konstruktionsbüro. Viele Erfindungen dieses Büros wurden patentiert.
1903 übernahm Albert Hirth zusammen mit Emil Lilienfein, dem der kaufmännische Bereich unterstand, das Unternehmen Fortuna-Werke Albert Hirth in Cannstatt. Mit der Fortuna-Lederschärf- und Rundschleifmaschine gelang ihm wieder eine Neuentwicklung. Anfang des 20. Jahrhunderts begann Hirth mit Robert Bosch zusammenzuarbeiten, den er auf der Pariser Automobilausstellung im Jahr 1900 kennengelernt hatte. Hirth fertigte für dessen Automobile Zündmaschinen. Zur gleichen Zeit beschäftigte sich Hirth mit Kugellagern und gründete zur Kugellagerproduktion das Unternehmen Norma. Als Nebenprodukt fiel dabei das Feinmessgerät Hirth Minimeter an, mit dessen Hilfe Kugellagerschleifspindeln auf hundertstel Millimeter genau gefertigt werden konnten. Zur Verbindung von Wellen erfand Hirth eine spezielle Verzahnungsform, die noch heute als Hirth-Verzahnung im Maschinen- und Motorenbau verwendet wird.
1914 gründete Albert Hirth zusammen mit Gustav Bach und Gustav Klein das Unternehmen KACO in Heilbronn. Zweck der Gesellschaft war die Herstellung von Motorendichtungen.
Als letzte große Investition schuf er im Jahre 1922 eine Aktiengesellschaft unter seinem Namen, die Hirth AG. Dieses Unternehmen bestand nach seinem Tod weiter und betrieb unter anderem in Berlin-Neukölln an der Braunauer Straße (heute Sonnenallee) ein Zweigwerk.

### Erfindungen und Patente
Albert Hirth meldete in seinem Leben über 350 Patente und Erfindungen an. Deshalb wurde er auch der schwäbische Edison genannt.
Robert Bosch äußerte über ihn: „Wissen Sie, wem wir im Grunde genommen die rasche Entwicklung der Massenfertigung von Präzisionsteilen verdanken? Nur dem Hirth-Minimeter und der Fortuna-Kugelschleifspindel.“
Im September 1914 traf Hirth – zurückgreifend auf sein Patent von 1908 – Vorbereitungen zum Bau eines Riesenhubschraubers. Die auf dem Versuchsstand ermittelten Hubkräfte reichten jedoch noch nicht aus. Der Beginn des Ersten Weltkriegs verhinderte die Weiterentwicklung dieser Idee. Zukunftsprojekte wie der Entwurf eines Raupenschleppers, mit dem die Erdpole erforscht werden sollten, beschäftigten Hirth ebenso wie ein Riesentragflügelboot zur Überquerung der Ozeane.
Noch im Alter von 72 Jahren erfand Albert Hirth den Vierfarbenstift.

### Privates

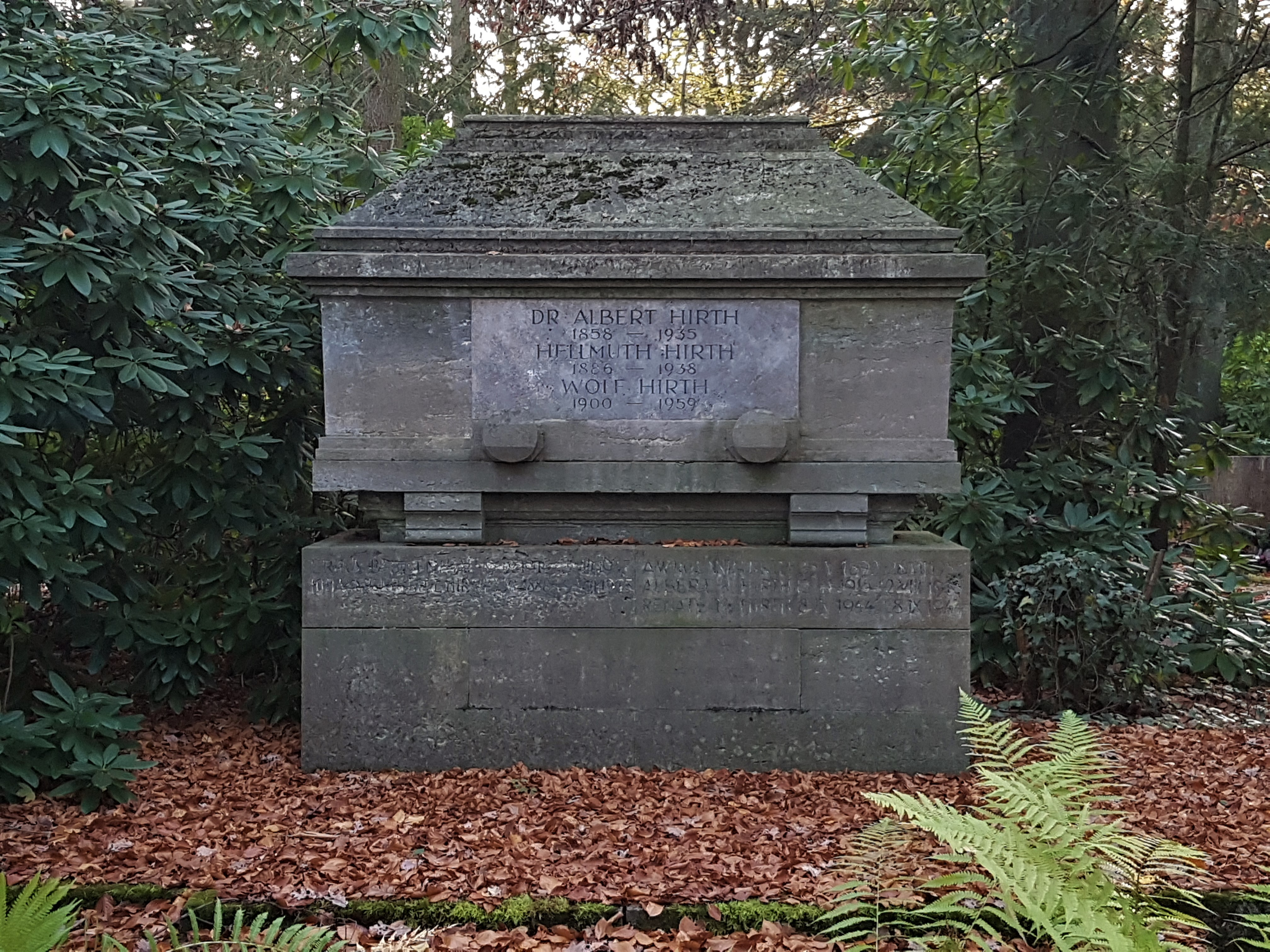
Grabmal auf dem Stuttgarter Waldfriedhof

Während seiner Lehrzeit gründete Albert Hirth den 1. Cannstatter Radfahrverein und betätigte sich selbst als Hochradfahrer.
Anfang des 20. Jahrhunderts gehörte Albert Hirth als Ballonfahrer zu den Gründungsmitgliedern des Württembergischen Vereins für Luftfahrt. Außerdem wurde er 1909 Vizepräsident des Hansabundes. Er gehörte darüber hinaus dem Verein Deutscher Ingenieure (VDI) und dem Württembergischen Bezirksverein des VDI an.
Nach dem Ende des Ersten Weltkriegs traf sich Albert Hirth mit Alfred Roth. Dieser hatte nach dem Verbot des „Schutz- und Trutzbundes“ im Sommer 1922 zeitweilig sein Domizil in Hirths Villa am Bodensee.
Seine Söhne waren der Flugpionier und Konstrukteur Hellmuth Hirth sowie der Segelflugpionier Wolf Hirth.
Hirths letzte Ruhestätte befindet sich auf dem Waldfriedhof Stuttgart.

## Ehrungen
1921 verlieh ihm die Technische Hochschule Stuttgart die Ehrendoktorwürde (als Dr.-Ing. E.h.). In seinem Geburtsort Meimsheim wurden die Grundschule sowie eine Straße nach ihm benannt.

## Veröffentlichungen
- Hirth Luftschraubennabe für Holzluftschrauben. (Firmenkatalog der Fa.) Albert Hirth AG Stuttgart-Zuffenhausen. Beilage: Wirtschaftlich konstruieren – Hirth-Verzahnung verwenden; um 1934